# الکساندر ایبان
الکساندر ایبان (انگلیسی: Alexander Eiban؛ زادهٔ ۵ مهٔ ۱۹۹۴) بازیکن فوتبال اهل آلمان است.